# Zjazd wiedeński

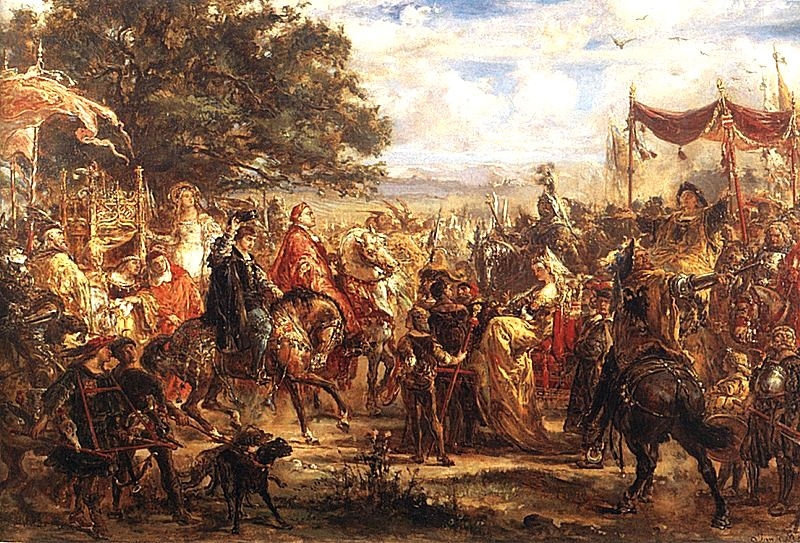
Zjazd królów Jagiellonów z cesarzem Maksymilianem pod Wiedniem, obraz Jana Matejki

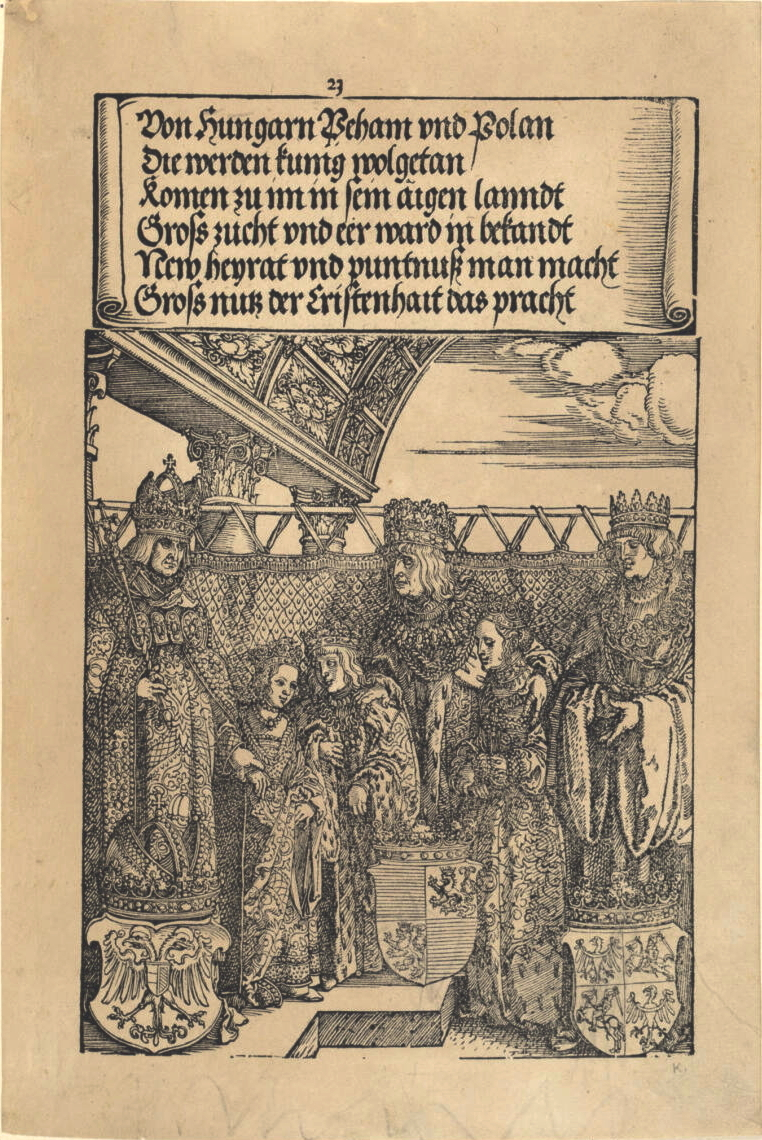
Drzeworyt Albrechta Dürera. Od lewej Maksymilian I, jego wnuczka Maria Austriaczka, Ludwik II, Władysław II, Anna, Zygmunt I Stary

Zjazd wiedeński – spotkanie trzech monarchów w Wiedniu w dniach 15–26 lipca 1515.

## Historia
W spotkaniu wzięli udział:
- Zygmunt I Stary – król Polski i wielki książę Litwy,
- Władysław II Jagiellończyk – król Czech i Węgier, brat Zygmunta I Starego
- Maksymilian I Habsburg – cesarz rzymski (dziadek Karola V).

W latach poprzedzających zjazd doszło do sojuszu Habsburgów, Niemiec, Krzyżaków i Moskwy, groźnego dla państw jagiellońskich. Wobec takiej sytuacji Zygmunt Stary zdecydował się na kompromis z Habsburgami. Po wstępnych rozmowach w Bratysławie Jagiellonowie otrzymali zaproszenie do Wiednia.
Głównymi tematami pertraktacji były:
- rozbicie sojuszu zaczepno-odpornego z lutego 1514, zawartego pomiędzy cesarzem Maksymilianem I Habsburgiem, a wielkim księciem moskiewskim Wasylem III
- walka o niezależność wielkiego mistrza zakonu krzyżackiego Albrechta Hohenzollerna, który od 1511 odmawiał złożenia hołdu lennego królowi Polski Zygmuntowi I Staremu
- trwająca od 1512 roku wojna litewsko-moskiewska, podczas której Moskwa zdobyła w 1514 roku strategicznie położony Smoleńsk
- dążenia Habsburgów do sukcesji na Węgrzech i w Czechach.

Jagiellonowie panujący w bloku państw: Polski, Litwy, Węgier i Czech, zagrożeni okrążającym ich sojuszem Cesarstwa, Moskwy i Zakonu krzyżackiego postanowili pójść na ustępstwa wobec Habsburgów i sojusz ten rozerwać.
Traktat wiedeński składał się z pięciu dokumentów. Trzy dotyczyły małżeństw pomiędzy Jagiellonami i Habsburgami. Czwarty zawierał zobowiązanie Maksymiliana, że zakaże sądom Rzeszy wzywać miasta pruskie przed swe oblicze i ściągnie banicję z Elbląga i Gdańska. Dodatkowo cesarz miał nie powstrzymywać mistrza Zakonu Krzyżackiego, Albrechta od złożenia przysięgi wierności królowi polskiemu.
Cesarz Maksymilian przyrzekł zerwać swe stosunki z wielkim mistrzem Albrechtem i wielkim księciem moskiewskim Wasylem, a Zygmunt Stary uznał pewne umowy spadkowe i małżeńskie. Na zjeździe zapadła decyzja podwójnego małżeństwa: Ludwika II Jagiellończyka, królewicza Czech i Węgier, z arcyksiężniczką Marią, wnuczką cesarza oraz ślub Anny Jagiellonki, królewny Węgier i Czech, z arcyksięciem Ferdynandem albo jego bratem Karolem V. Ogłoszone w Wiedniu związki matrymonialne zwiększały pozycję dynastii habsburskiej, ale tylko na wypadek wygaśnięcia linii męskiej Władysława II Jagiellończyka.
Piąty dokument dotyczył adopcji przez cesarza Maksymiliana Ludwika II Jagiellończyka i mianowanie go swoim następcą (do czego nie doszło, gdyż Ludwik zginął potem bezpotomnie pod Mohaczem).
Król Czech Władysław II Jagiellończyk zmarł w 1516, a jego syn Ludwik II w 1526 poległ w bitwie pod Mohaczem. Wtedy to Węgry Zachodnie i Czechy zostały przejęte przez Habsburgów na następne 392 lata. Turcy w wyniku wojny z Austrią uzyskali środkową część i wschodnią w postaci lenna – Siedmiogrodu w 1541 r. Całość Węgier, Austria uzyskała na podstawie pokoju z Karłowic, a potem w 1739.
Najważniejszym dla Maksymiliana Habsburga zyskiem z kongresu, niebezpiecznym dla państwa polsko-litewskiego było zawiązanie „partii” habsburskiej (trwałej od tego momentu w Krakowie i Wilnie), złożonej z dygnitarzy: kanclerza Szydłowieckiego, podkanclerza Piotra Tomickiego oraz kanclerza litewskiego Mikołaja (syna Mikołaja) Radziwiłła. Cesarz Maksymilian miał pośredniczyć w negocjacjach pokojowych króla Zygmunta z Wasylem (Wasyl był „otwarty na propozycje, ale pod warunkiem, że nie odda Smoleńska Litwie), a król Zygmunt miał poprzeć krucjatę antyturecką (ogłoszoną na soborze laterańskim).